# Kurt Thomas (compositeur)
 (mars 2023).
Si vous disposez d'ouvrages ou d'articles de référence ou si vous connaissez des sites web de qualité traitant du thème abordé ici, merci de compléter l'article en donnant les références utiles à sa vérifiabilité et en les liant à la section « Notes et références ».
Pour les articles homonymes, voir Kurt Thomas et Thomas.
Georg Hugo Kurt Thomas, né le 25 mai 1904 à Tönning et mort le 31 mars 1973 à Bad Oeynhausen, est un compositeur, pédagogue et Thomaskantor allemand, le 13e Thomaskantor après Johann Sebastian Bach.

## Biographie
À partir de 1910, la famille de Kurt a vécu à Lennep (Rhénanie-du-Nord-Westphalie). De 1913 à 1922, Kurt Thomas a fréquenté le collège Röntgen. Par la suite, le 21 avril 1922, il s'est inscrit pour des cours de droit et de musique à l'Université de Leipzig. Il en est sorti diplômé en 1925 et a travaillé comme chargé de cours en théorie de la musique au Conservatoire de Musique de Leipzig. En 1927, il a reçu pour son Opus 1 "Messe en la mineur," le prix Beethoven de l'Académie prussienne des arts. En 1928, par la médiation de Karl Straube, il a été nommé professeur de composition et de direction de chœur au Kirchenmusikalisches Institut (de) à Leipzig.
En 1936, il a remporté une médaille d'argent aux épreuves artistiques des Jeux olympiques avec sa Kantate zur Olympiade 1936. En 1940, Kurt Thomas a rejoint le parti nazi et avait la carte numéro 7 463 935.
De 1939 à 1945, il a été directeur à Francfort du Musisches Gymnasium (école supérieure avec des cours de musique). Parmi ses étudiants, on trouve des chefs de chœur comme Heinz Hennig et Hans-Joachim Rotzsch, le chef d'orchestre Wolfgang Trommer, des compositeurs comme Alfred Koerppen, Wolfgang Pasquay, Wolfgang Schoor, Siegfried Strohbach, le pianiste Günter Ludwig, le jazzman Paul Kuhn, l'organiste Michael Schneider, les violoncellistes Klaus Storck et Hans Erik Deckert ainsi que l'acteur Hans Clarin.
De 1947 à 1955, Thomas a été professeur à la Nordwestdeutschen Musikakademie, aujourd'hui l'Université de Musique de Detmold. Il a formé entre autres, les compositeurs Manfred Kluge, Diether de la Motte et Gerd Zacher, et les chefs de chœur Alexander Wagner et Hermann Kreutzmann. En outre, de 1945 à 1957, Kurt Thomas a occupé également le poste de cantor à l'église de l'Épiphanie de Francfort-sur-le-Main.
En 1956, Kurt Thomas a pris la succession de maître de chapelle Günther Ramin comme Thomaskantor à l'Église Saint-Thomas de Leipzig. Il a rejoint le poste le 1er avril 1957. Quatre ans plus tard, il a quitté ce poste, lorsqu'un concert du chœur prévu en Allemagne de l'Ouest a été interdit pour des raisons obscures, mais basées sur des questions politiques. En novembre de cette année, Thomas est retourné en Allemagne de l'Ouest à Cologne où de 1961 à 1968, il a dirigé les concerts du chœur de la Société Bach de Cologne. Il a également pris en charge la gestion de la Frankfurter Kantorei, chorale de l'Église de l'Épiphanie nouvellement créée. En 1969, il donne sa démission de chef de ce chœur. À partir de 1965, il est également devenu professeur à Lübeck.
Le rôle de Thomas pendant la période nazie a soulevé des contestations en raison de sa position de directeur du Musischen Gymnasium de Francfort-sur-le-Main (1939-1945), établissement qui a été considéré comme une des écoles de l'élite du nazisme. Pour cette raison, en 2004, l'attribution de son nom à une salle de répétition dans le nouveau siège des chorales de Francfort et la pose d'une plaque commémorative dans l'Église de l'Épiphanie de Francfort ont été empêchés. Le rôle de Kurt Thomas pendant la période du national-socialisme n'est actuellement pas totalement éclairci. Le 8 mai 2006, à la suite d'une décision du Conseil de communauté de l'église de l'Épiphanie, a été mis dans l'église de l'Épiphanie un panneau d'information, qui souligne le travail effectué par Kurt Thomas dans cette église.
Son fils est le violoncelliste et compositeur Werner Thomas-Mifune (° 1941).

## Œuvres
- Messe en la mineur, op. 1 (1924)
- Markuspassion (1927)
- Psaume 137 (An den Wassern zu Babel saßen wir) pour 2 chœurs à 4 voix, a cappella (1928)
- Weihnachtsoratorium op. 17 (1930/31)
- Orgelvariationen op. 19 über das Volkslied "Es ist ein Schnitter, heißt der Tod" (1932)
- Kantate zur Olympiade op. 28 (1936)
- Festliche Musik für Orgel, op. 35
- Saat und Ernte, op. 36 Oratorio
- Eichendorff-Kantate, op. 37 (1938)
- Plusieurs Motets, dont:
  - Fürwahr, er trug unsre Krankheit
  - Gott wird abwischen alle Tränen
  - Jauchzet Gott alle Lande
  - Herr, sei mir gnädig
  - Herr, ich habe lieb die Stätte deines Hauses
  - Von der ewigen Liebe op. 21
- Drei Abendlieder, pour mezzo-soprano et clavier sur un texte de Wolfram Brockmeier (1943)